# Plavání na Letních olympijských hrách 1964
Plavání na Letních olympijských hrách 1964.

## Přehled medailí
| Pořadí | Země                     | Zlato | Stříbro | Bronz | Celkově |
| ------ | ------------------------ | ----- | ------- | ----- | ------- |
| 1.     | Spojené státy americké   | 13    | 8       | 8     | 29      |
| 2.     | Austrálie                | 4     | 1       | 4     | 9       |
| 3.     | Sovětský svaz            | 1     | 1       | 2     | 4       |
| 4.     | Tým sjednoceného Německa | 0     | 4       | 2     | 6       |
| 5.     | Nizozemsko               | 0     | 2       | 1     | 3       |
| 6.     | Velká Británie           | 0     | 1       | 0     | 1       |
| 6.     | Francie                  | 0     | 1       | 0     | 1       |
| 8.     | Japonsko                 | 0     | 0       | 1     | 1       |
| Celkem | Celkem                   | 18    | 18      | 18    | 54      |

## Medailisté

### Muži
| Kategorie                      | Zlato                                                                                   | Čas     | Stříbro | Čas     | Bronz                                                                           | Čas     |
| ------------------------------ | --------------------------------------------------------------------------------------- | ------- | --- | ------- | ------------------------------------------------------------------------------- | ------- |
| 100 m volný způsob             | Don Schollander · Spojené státy americké (USA)                                          | 53.4    | Robert McGregor · Velká Británie (GBR)                                                                      | 53.5    | Hans-Joachim Klein · Tým sjednoceného Německa (EUA)                             | 54.0    |
| 400 m volný způsob             | Don Schollander · Spojené státy americké (USA)                                          | 4:12.2  | Frank Wiegand · Tým sjednoceného Německa (EUA)                                                              | 4:14.9  | Allan Wood · Austrálie (AUS)                                                    | 4:15.1  |
| 1500 m volný způsob            | Bob Windle · Austrálie (AUS)                                                            | 17:01.7 | John Nelson · Spojené státy americké (USA)                                                                  | 17:03.0 | Allan Wood · Austrálie (AUS)                                                    | 17:07.7 |
| 200 m znak                     | Jed Graef · Spojené státy americké (USA)                                                | 2:10.3  | Gary Dilley · Spojené státy americké (USA)                                                                  | 2:10.5  | Bob Bennett · Spojené státy americké (USA)                                      | 2:13.1  |
| 200 m prsa                     | Ian O'Brien · Austrálie (AUS)                                                           | 2:27.8  | Georgy Prokopenko · Sovětský svaz (URS)                                                                     | 2:28.2  | Chet Jastremski · Spojené státy americké (USA)                                  | 2:29.6  |
| 200 m motýlek                  | Kevin Berry · Austrálie (AUS)                                                           | 2:06.6  | Carl Robie · Spojené státy americké (USA)                                                                   | 2:07.5  | Fred Schmidt · Spojené státy americké (USA)                                     | 2:09.3  |
| 400 m polohový závod           | Dick Roth · Spojené státy americké (USA)                                                | 4:45.4  | Roy Saari · Spojené státy americké (USA)                                                                    | 4:47.1  | Gerhard Hetz · Tým sjednoceného Německa (EUA)                                   | 4:51.0  |
| štafeta 4×100 m volný způsob   | Spojené státy americké (USA) · Steve Clark · Mike Austin · Gary Ilman · Don Schollander | 3:33.2  | Tým sjednoceného Německa (EUA) · Horst Löffler · Frank Wiegand · Uwe Jacobsen · Hans-Joachim Klein          | 3:37.2  | Austrálie (AUS) · David Dickson · Peter Doak · John Ryan · Bob Windle           | 3:39.1  |
| štafeta 4×200 m volný způsob   | Spojené státy americké (USA) · Steve Clark · Roy Saari · Gary Ilman · Don Schollander   | 7:52.1  | Tým sjednoceného Německa (EUA) · Horst-Günther Gregor · Gerhard Hetz · Frank Wiegand · Hans-Joachim Klein   | 7.59.3  | Japonsko (JPN) · Makoto Fukui · Kunihiro Iwasaki · Toshio Shoji · Yukiaki Okabe | 8:03.8  |
| štafeta 4×100 m polohový závod | Spojené státy americké (USA) · Thompson Mann · Bill Craig · Fred Schmidt · Steve Clark  | 3:58.4  | Tým sjednoceného Německa (EUA) · Ernst Küppers · Egon Henninger · Horst-Günther Gregor · Hans-Joachim Klein | 4:01.6  | Austrálie (AUS) · Peter Reynolds · Ian O'Brien · Kevin Berry · David Dickson    | 4:02.3  |

### Ženy
| Kategorie                      | Zlato | Čas    | Stříbro                                                                                 | Čas    | Bronz | Čas    |
| ------------------------------ | --- | ------ | --------------------------------------------------------------------------------------- | ------ | --- | ------ |
| 100 m volný způsob             | Dawn Fraserová · Austrálie (AUS)                                                                           | 59.5   | Sharon Stouderová · Spojené státy americké (USA)                                        | 59.9   | Kathy Ellisová · Spojené státy americké (USA)                                                                | 1:00.8 |
| 400 m volný způsob             | Ginny Duenkelová · Spojené státy americké (USA)                                                            | 4:43.3 | Marilyn Ramenofskyová · Spojené státy americké (USA)                                    | 4:44.6 | Terri Sticklesová · Spojené státy americké (USA)                                                             | 4:47.2 |
| 100 m znak                     | Cathy Fergusonová · Spojené státy americké (USA)                                                           | 1:07.7 | Kiki Caronová · Francie (FRA)                                                           | 1:07.9 | Ginny Duenkelová · Spojené státy americké (USA)                                                              | 1:08.0 |
| 200 m prsa                     | Galina Prozumenščikovová · Sovětský svaz (URS)                                                             | 2:46.4 | Claudia Kolbová · Spojené státy americké (USA)                                          | 2:47.6 | Svetlana Babaninaová · Sovětský svaz (URS)                                                                   | 2:48.6 |
| 100 m motýlek                  | Sharon Stouderová · Spojené státy americké (USA)                                                           | 1:04.7 | Ada Koková · Nizozemsko (NED)                                                           | 1:05.6 | Kathy Ellisová · Spojené státy americké (USA)                                                                | 1:06.0 |
| 400 m polohový závod           | Donna de Varonaová · Spojené státy americké (USA)                                                          | 5:18.7 | Sharon Finneranová · Spojené státy americké (USA)                                       | 5:24.1 | Martha Randallová · Spojené státy americké (USA)                                                             | 5:24.2 |
| štafeta 4×100 m volný způsob   | Spojené státy americké (USA) · Sharon Stouderová · Donna de Varonaová · Lillian Watsonová · Kathy Ellisová | 4:03.8 | Austrálie (AUS) · Robyn Thornová · Janice Murphyová · Lynette Bellová · Dawn Fraserová  | 4:06.9 | Nizozemsko (NED) · Pauline van der Wildtová · Toos Beumerová · Winnie van Weerdenburgová · Erica Terpstraová | 4:12.0 |
| štafeta 4×100 m polohový závod | Spojené státy americké (USA) · Cathy Fergusonová · Cynthia Goyetteová · Sharon Stouderová · Kathy Ellisová | 4:33.9 | Nizozemsko (NED) · Corrie Winkelová · Klenie Bimoltová · Ada Koková · Erica Terpstraová | 4:37.0 | Sovětský svaz (URS) · Tatyana Savelyeva · Svetlana Babaninaová · Tatyana Devyatova · Natalya Ustinova        | 4:39.2 |